# Russificação

Países onde a língua russa é falada.

Russificação é a adoção da língua russa ou alguns outros atributos da cultura russa, voluntariamente ou não, por comunidades não russas. No sentido restrito, russificação é usado para designar a influência da língua russa sobre as eslavas, bálticas e outras línguas faladas em áreas atualmente ou antigamente controladas pela Rússia, que levou ao surgimento do russianismo, trasianka e surjîk. Em um sentido histórico, o termo refere-se às duas políticas oficial e não oficial da Rússia Imperial e da União Soviética com relação aos seus constituintes nacionais e às minorias nacionais na Rússia, pretendido pela dominação russa.
As principais áreas da Russificação são a política e a cultura. Na política, um elemento da Russificação é a designação de nacionais russos para assumirem posições administrativas nas instituições nacionais. Na cultura, a Russificação basicamente emprega o domínio da língua russa nos negócios oficiais e a forte influência da língua russa sobre as línguas nacionais. As modificações na demografia em favor da população russa são às vezes também consideradas como uma forma de russificação.
Alguns estudiosos distinguem russianização, como a expansão da língua, cultura e pessoas russas em culturas e regiões não russas, de russificação, como um processo de mudança da natureza étnica de alguém ou a identidade de um gentílico não russo para o russo. No mesmo sentido, a expansão da língua, cultura, e pessoas russas (russianização) não deveriam ser comparadas com a assimilação cultural de não russos (russificação). Apesar de muitas pessoas fundirem estes dois processos, um necessariamente não leva a outro.

## História
O exemplo mais antigo de russificação aconteceu no século XVI na conquista do Canato de Cazã e de outras áreas tártaras. Os elementos principais deste processo foram: a cristianização e a implementação da língua russa como a única língua oficial.

## Polônia e Lituânia

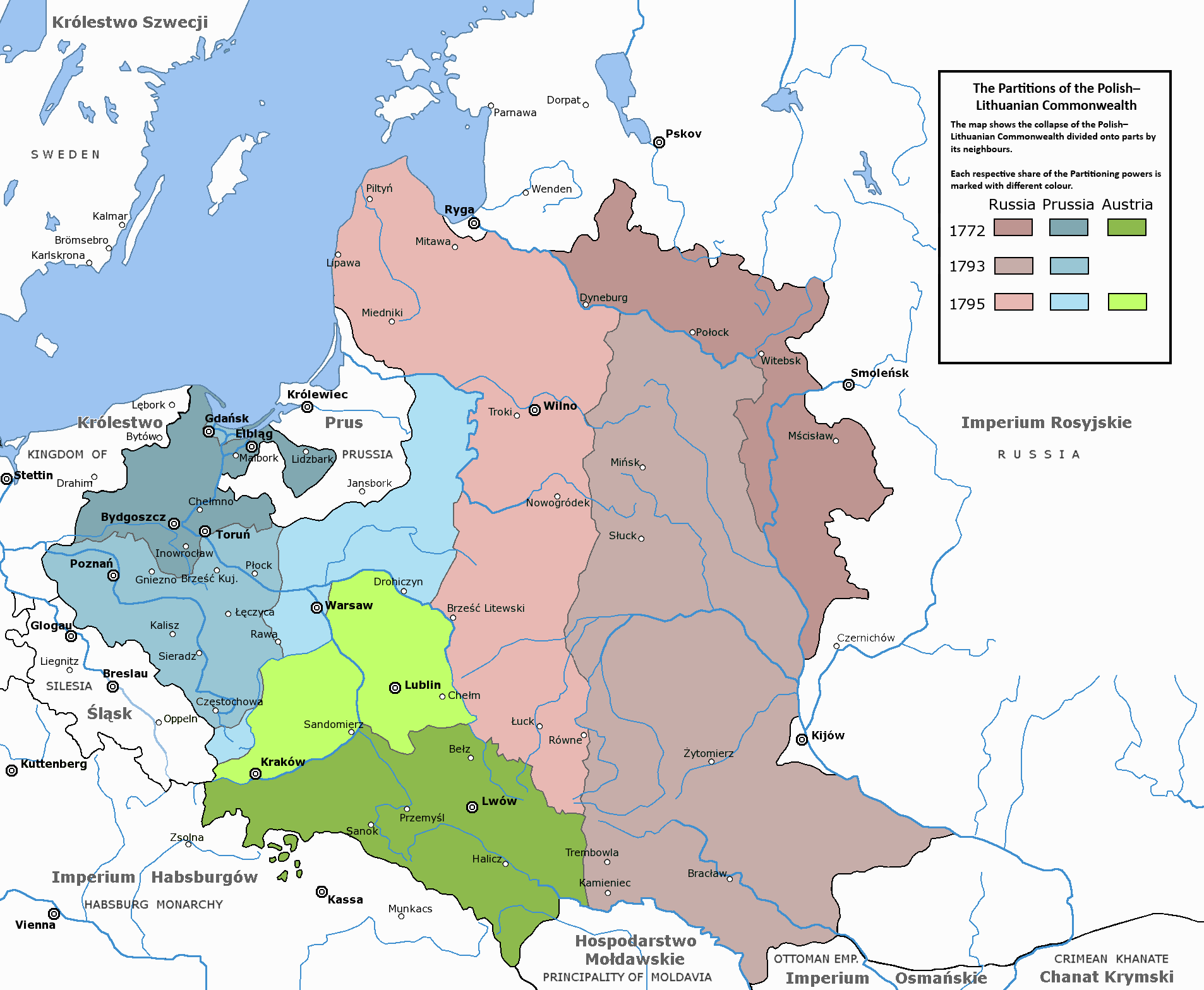
As três partições da Polônia.

Um exemplo da Russificação no século XIX foi a substituição das línguas polonesa, bielorrussa e lituana pela russa nos ex-territórios da República das Duas Nações que tornaram-se parte do Império Russo depois das Partições da Polônia. Ela intensificou-se depois da revolta de 1831 e, em  particular, depois da Revolta de Janeiro de 1863. Em 1864, as línguas polonesa e bielorrussa foram proibidas em locais públicos; na década de 1880, a língua polonesa foi banida das escolas e da administração da Polônia do Congresso, e o estudo e ensino da língua, história polonesa ou o catolicismo foram proibidos. Isto levou à criação de uma rede clandestina de educação polonesa, que incluía a famosa Universidade Móvel.
Um desenvolvimento semelhante aconteceu na Lituânia. Seu Governador-geral, Mikhail Muravyov, proibiu o uso em público da Língua lituana e fechou as escolas lituanas e polonesas; professores de outras partes da Rússia, que não falavam essas línguas, foram transferidos para ensinarem os alunos. Muravyov também baniu o uso do alfabeto latino e do gótico nas publicações. Ele declarou, "O que a baioneta russa não concluiu com êxito, a escola russa fará". ("что не доделал русский штык — доделает русская школа.") Esta proibição, que só foi cancelada em 1904, foi desconsiderada pelos Knygnešiai, os contrabandistas de livros lituanos.
A campanha também promoveu a fé ortodoxa russa sobre o catolicismo. As medidas utilizadas incluíam o fechamento de monastérios católicos, a proibição oficial da construção de novas igrejas católicas e a transformação de muitas das antigas em igrejas ortodoxas russas, o banimento de escolas católicas e a criação de escolas estatais que ensinavam apenas a religião ortodoxa, a exigência para que padres católicos pregassem apenas sermões oficialmente aprovados, a obrigatoriedade para que católicos que quisessem casar com membros da Igreja Ortodoxa, se convertessem àquela fé, a exigência para que nobres católicos pagassem uma taxa adicional correspondente a 10% de seus rendimentos, o limite de extensão de terras a que um camponês católico poderia ter, e a mudança para o calendário gregoriano (usado pelos católicos) para o juliano (usado pelos membros da Igreja Ortodoxa).
Depois da revolta, muitas mansões e latifúndios de descendentes de nobres da Polônia e da Lituânia foram confiscados pela acusação de terem ajudado à revolta; essas propriedades foram mais tarde dadas ou vendidas a nobres russos. Aldeias que haviam dado apoio à revolta foram repovoadas por pessoas da etnia russa. A Universidade de Vilnius, onde o idioma de instrução tinha sido o polonês ao invés do russo, foi fechada em 1832. Os lituanos e poloneses perderam seus empregos públicos (inclusive as de carreira profissional, como as de professores e médicos) na Lituânia; isto forçou a que lituanos com alguma instrução se mudassem para outras partes do Império Russo. O antigo sistema de leis foi desmantelado e um novo, baseado no código russo e escrito no idioma russo, foi ordenado; o russo se tornou o único idioma administrativo e jurídico na área. A maioria destas ações terminou com o início da Guerra russo-japonesa, mas outras levaram mais tempo para serem revertidas; a Universidade de Vilnius foi reaberta apenas após a Rússia ter perdido o controle sobre a cidade em 1919.
Um outro exemplo é o Ems Ukaz de 1876 que baniu a Língua ucraniana.

## Grão-Ducado da Finlândia

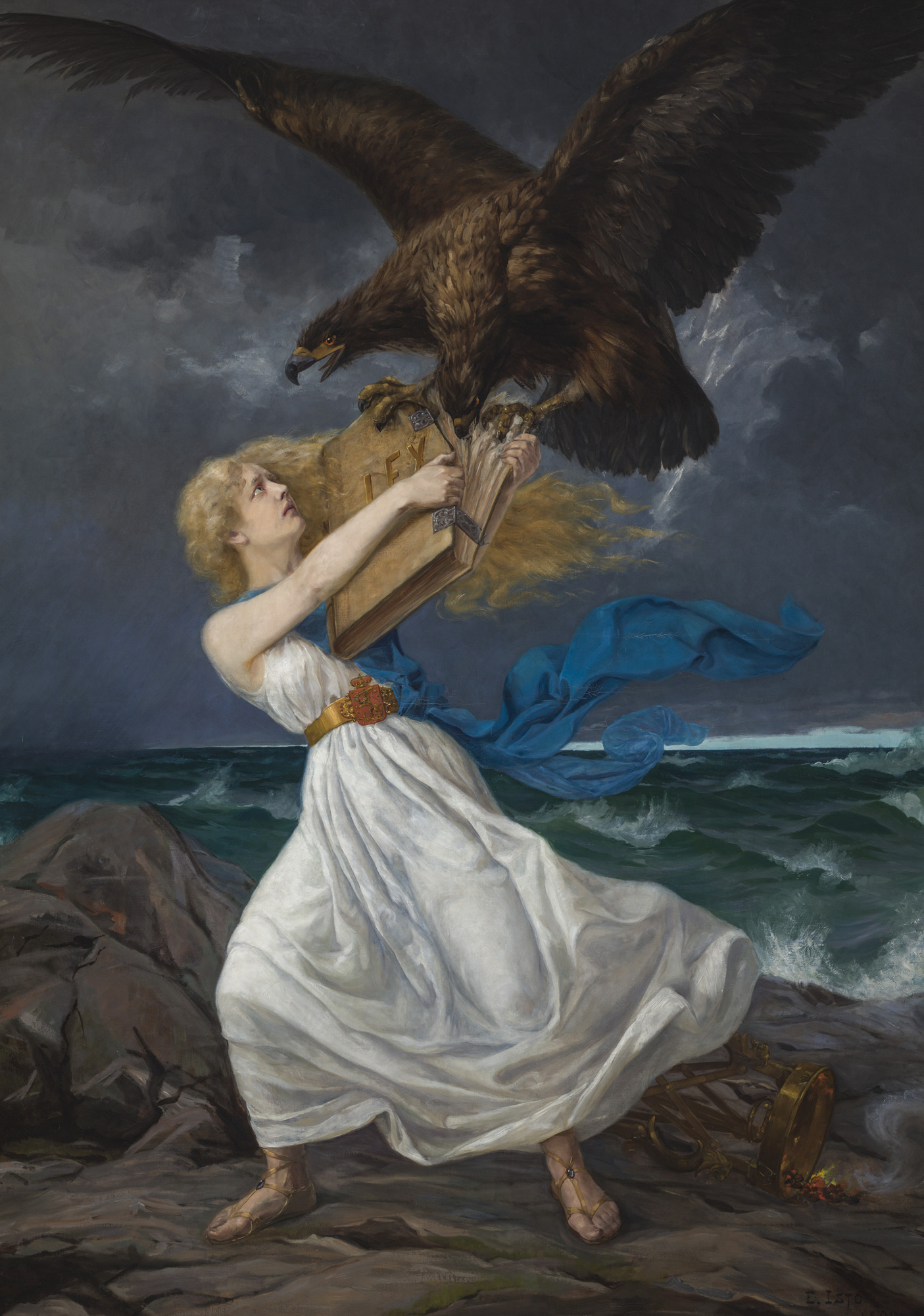
"O Ataque" (Hyökkäys), uma pintura a óleo de 1899 por Edvard Isto, retratando a russificação da Finlândia como uma águia de duas cabeças atacando uma donzela finlandesa e rasgando seu livro de direito.

A Russificação da Finlândia (1899-1905, 1908-1917, sortokaudet (tempos de opressão) em finlandês) foi uma política governamental do Império Russo com o objetivo de eliminar a autonomia da Finlândia.

## Ucrânia
A russificação é uma política de longo prazo de todos os regimes russos. Surgiu durante a época do Império Russo, depois retomou a sua existência durante a época da União Soviética e fortaleceu-se durante o governo de Vladimir Putin no território ocupado pela Rússia. Isso se manifesta não apenas no deslocamento da língua nativa e sua substituição pelo russo, mas também na mudança de sobrenomes (terminações e acentos russos eram geralmente adicionados aos sobrenomes ucranianos em documentos), bem como na destruição de monumentos arquitetônicos  

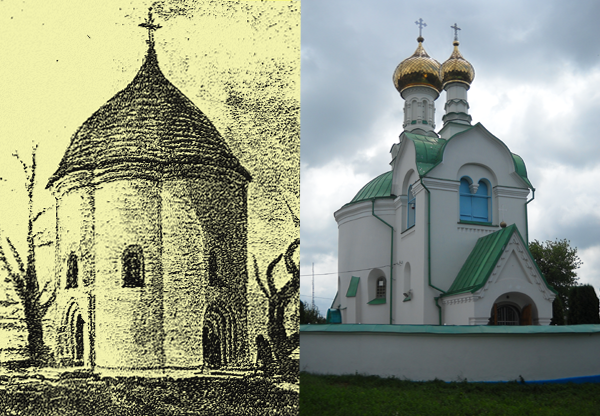
Uma das igrejas ucranianas antes e depois da reconstrução

### Cronologia
- 1690. Proibição pela Igreja Ortodoxa Russa de livros paroquiais impressos na língua literária ucraniana da época e os primeiros casos de sua destruição (esta política começou imediatamente após a transição do Cossacos de Zaporíjia sob o protetorado da Rússia) [5].
- 1720 Decreto de Pedro I proibindo a impressão de livros em língua ucraniana nas gráficas de Kiev e Chernihiv [6].
- 1764. Instruções de Catarina II sobre a russificação da Ucrânia, Smolensk (território étnico bielorrusso), Estados Bálticos e Finlândia [7].
- Decreto do Sínodo da Igreja Ortodoxa Russa sobre o confisco de livros didáticos ucranianos e livros sagrados ucranianos da população [8].
- 1784. Proibição total do ensino primário na língua ucraniana no território do Império Russo
- 1786 Proibição do uso da língua ucraniana nos serviços religiosos e do ensino da língua ucraniana nas instituições de ensino superior.
- 1831. Abolição da Lei de Magdeburgo nas cidades, o que impossibilitou a condução de processos judiciais na língua ucraniana.
- 1862. escolas paroquiais ucranianas foram fechadas. A publicação da revista literária, científica e política ucraniana "Osnova" foi descontinuada.
- 1863. Circular de Pyotr Valuyev na qual declarava que "a língua ucraniana não existia, não existe e não pode existir, e quem não entende isso é um inimigo da Rússia" [9].
- 1876. Decreto Emsky. Proibição de importar livros ucranianos do exterior, proibição de assinar textos ucranianos sob partituras, proibição de apresentações ucranianas. No concerto, o coro de Mykola Lysenko foi forçado a cantar a canção folclórica ucraniana "Rain" em francês.
- 1881. Uma lei que permite a impressão de dicionários na língua ucraniana, mas com ortografia russa.
- 1882. O governo russo ordena aos censores que monitorem rigorosamente se não são permitidas traduções literárias ucranianas da língua russa.
- 1887. O censor devolveu o manuscrito da gramática da língua ucraniana sem lê-lo, respondendo ao autor que “não há necessidade de permitir a publicação da gramática de uma língua fadada ao desaparecimento”.
- 1888. Decreto do Imperador Alexandre III "Sobre a proibição do uso da língua ucraniana nas instituições oficiais e sobre o batismo de crianças com nomes ucranianos" .
- 1889. Em Kiev, durante o congresso arqueológico, os resumos foram autorizados a ser lidos em todas as línguas, exceto ucraniano.
- 1894. Proibição da importação de livros ucranianos do exterior.
- 1895. Proibição da publicação de livros de leitura ucranianos e de livros infantis ucranianos.
- 1903. Na inauguração solene do monumento ao escritor Ivan Kotliarevski em Poltava, não foi permitido ler um discurso em ucraniano.
- 1905. O Gabinete de Ministros russo rejeitou o pedido das universidades de Kiev e Carcóvia para suspender a proibição da língua ucraniana, chamando-o de "impraticável".
- 1906 e 1907. Encerramento do jornal de língua ucraniana "Prosvita" em Odessa e Mykolaiv.
- 1908. O decreto do Senado de que "a melhoria da educação na Ucrânia é prejudicial e perigosa para a Rússia".
- 1910. Decreto de Piotr Stolípin sobre a inclusão dos ucranianos na categoria de estrangeiros e sobre a proibição de qualquer organização política ucraniana.
- 1913. O diretor do distrito educacional de Kiev emitiu uma instrução proibindo alunos e estudantes de assistir a apresentações teatrais ucranianas.
- 1914 Proibição de comemorar o centenário de nascimento do notável escritor ucraniano Taras Shevchenko [10].
- 1922. Após a guerra de libertação da Ucrânia Liquidação do jornal "Prosvita" no Cubã e em outros locais de residência de ucranianos que passaram a fazer parte da Rússia Soviética.
- 1929. As primeiras prisões da intelectualidade (descobriu-se que na Ucrânia soviética, na década de 1920, a ucranização foi realizada com o objetivo de identificar futuras vítimas da repressão).
- 1933. Durante o Holodomor, foi publicado o telegrama de Stalin sobre o fim da ucranização.
- 1937. tiroteios em massa de escritores ucranianos pelos serviços especiais soviéticos
- 1938. Resolução do Kremlin sobre o estudo obrigatório da língua russa nas escolas da Ucrânia Soviética.
- 1958. Resolução do Partido Comunista sobre a transição das escolas ucranianas para a língua russa de ensino. Em 17 de setembro de 1959, a Verkhovna Rada da RSS da Ucrânia adotou a resolução relevante.
- 1961. O 22º Congresso do Partido Comunista da União Soviética - o novo programa do partido "Unificação das Nações em um Único Povo Soviético".
- 1970. Ordem de Ministério da Educação da URSS para redigir e defender todos os diplomas apenas em russo.
- 1975. Devido à censura soviética, as obras de escritores clássicos ucranianos são publicadas de forma abreviada.
- 1980. Novas prisões de intelectuais e dissidentes ucranianos, que posteriormente foram encaminhados para a psiquiatria penal.
- 2014. Nos territórios ocupados pela Rússia no Leste da Ucrânia, as instituições de ensino mudaram para a língua russa de ensino. Soldados russos confiscaram e queimaram livros ucranianos, destruíram monumentos aos hetmans e chefes ucranianos [11].
- 2016. Dois anos após a ocupação russa da Crimeia, quase todas as escolas de língua ucraniana foram fechadas. Em 2016, apenas uma escola de língua ucraniana funcionava. Formalmente, a aprendizagem da língua ucraniana é permitida, mas extra-oficialmente tais tentativas são activamente bloqueadas [12].
- 2019. a última escola ucraniana declarada foi reformatada - e, segundo os pais, na escola ucraniana "declarada", de facto, todas as disciplinas eram ministradas em russo [13].
- 2022. Discurso do deputado da Duma de 2022, Yevheny Fedorov, perante o chefe do Ministério da Ciência da Federação Russa sobre a criação do Instituto para a Regulamentação dos Padrões da Língua Ucraniana na Rússia [14]. As tropas russas nos territórios temporariamente ocupados confiscaram e destruíram massivamente literatura ucraniana e livros didáticos sobre a história da Ucrânia, forçando os professores locais a conduzir o processo educacional nas escolas exclusivamente em russo [15]. Em 2022, as autoridades de ocupação russas criaram os chamados campos de reciclagem de professores nas regiões de Kherson, Kharkiv e Zaporizhia com o objetivo de adequá-los aos "padrões de educação russos" [16] [17].
- 2023. Nos territórios temporariamente ocupados da Ucrânia, os russos retiram livros ucranianos dos fundos das bibliotecas públicas e escolares e queimam-nos em salas de caldeiras. [18].

## Bielorrússia
A russificação é uma política de longa data dos regimes russos que se originou durante a época do Império Russo, depois retomada sob a União Soviética e continua sob o regime do presidente pró-Rússia Alexander Lukashenko. No geral, a Bielorrússia é o país mais afetado por esta política .

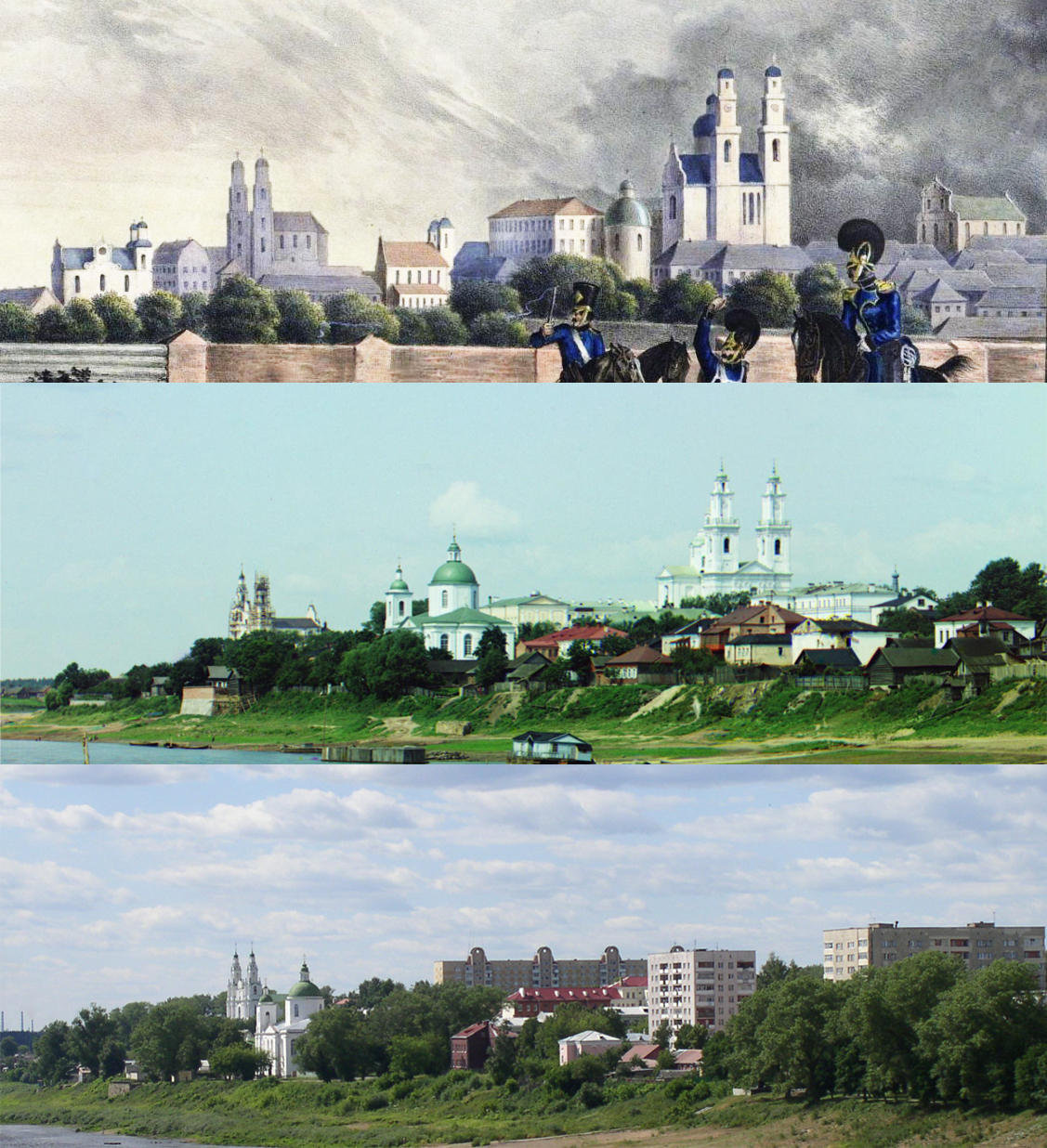
Polotsk, a cidade mais antiga do estado em 1812, 1912, 2006. Consequências da destruição de monumentos arquitetônicos

### Cronologia
- 1772. Após a Primeira Partição da Polónia, parte das terras étnicas da Bielorrússia tornou-se parte do Império Russo, após o que Catarina II assinou um decreto segundo o qual todos os governadores dos territórios anexados deveriam emitir sentenças, decretos e ordens apenas em russo. Além disso, cerca de meio milhão de bielorrussos, anteriormente livres, tornaram-se propriedade de nobres russos [20][21][22].
- 1773. Catarina II assina outra ordem “Sobre a criação de tribunais locais”, que novamente prevê o uso obrigatório da língua russa.
- 1787, Catarina II emitiu um decreto segundo o qual os livros religiosos no Império Russo só poderiam ser impressos em editoras subordinadas exclusivamente ao Sínodo da Igreja Ortodoxa Russa. Portanto, a atividade das gráficas greco-católicas foi proibida [23].
- 1794. Alexander Suvorov suprimiu a Revolta de Kościuszko e recebeu 25.000 servos bielorrussos como recompensa [24].
- 1795. A Rússia nega oficialmente a existência da nação bielorrussa e da língua bielorrussa independente. Começaram as prisões em massa de políticos locais bielorrussos e a sua substituição por políticos russos [25].
- 1825 Depois que o Imperador Nicolau I chegou ao poder, a Levante de Novembro de 1830-1831 foi suprimida. [26].
- 1831. A formação de um comitê especial, cuja tarefa era "equalizar toda a região Noroeste com as províncias internas da Rússia". O Ministro de Assuntos Internos do Império Russo, Pyotr Valuyev, preparou um "Ensaio Especial sobre os Meios de Russificação do Território do Noroeste". Houve também uma liquidação em massa das escolas greco-católicas e basilianas, que favoreceram a língua e a cultura bielorrussas. O controle sobre a educação por parte da Igreja Ortodoxa Russa foi fortalecido [27] [28] [29].
- 1840. Nicolau I emitiu um decreto segundo o qual era proibido usar as palavras "Bielorrússia" e "Bielo-russos" em documentos oficiais. Em documentos oficiais, o país recebeu o nome de "Região Noroeste" (russo: Северо-Западный край) [30].
- 1852. Com a liquidação da Igreja Greco-Católica, começou a destruição em massa da literatura religiosa bielorrussa. Sim, Yosyp Semashko testemunhou a queima de 1.295 livros encontrados em igrejas bielorrussas e, 2 anos depois, anunciou orgulhosamente que vários milhares de outros livros na língua bielorrussa foram destruídos por sua ordem [31].
- 1863. Mikhail Muraviov-Vilensky (1796-1866), conhecido por seus abusos contra a população bielorrussa, tornou-se governador geral do “Território do Noroeste”. Depois de suprimir a Revolta de Janeiro ele prestou especial atenção à educação, e o lema de Muravyov tornou-se famoso: “O que a baioneta russa não terminou, a escola e a igreja russas terminarão” [32] [33]
- 1900. O Ministério da Educação do Império Russo estabeleceu a seguinte tarefa para todas as escolas do país: "crianças de diferentes nacionalidades recebem uma orientação puramente russa e se preparam para a fusão completa com a nação russa" [34].
- 1914. O povo bielorrusso não foi mencionado nas resoluções do Primeiro Congresso Pan-Russo de Educação Nacional, que listou um grande número de povos do Império Russo cujos filhos receberam educação nas línguas nacionais. Em geral, durante todo o período do seu reinado na Bielorrússia, as autoridades do Império Russo não permitiram a abertura de uma única escola bielorrussa [35].
- 1929. Início de repressões políticas em massa.
- 1930. Na URSS, sob o pretexto da "luta contra a religião", começa a destruição em massa de monumentos arquitetônicos únicos. Por ordem das autoridades soviéticas, os antigos mosteiros de Vitebsk, Orsha e Polotsk foram destruídos [36] · [37].

- 1937. Por ordem do governo soviético, a maioria dos representantes da então intelectualidade bielorrussa foram fuzilados [38] [39] [40].
- 1942. Yanka Kupala, um clássico da literatura bielorrussa, foi morta pelos serviços especiais soviéticos enquanto estava em Moscou.
- 1948. A activista do movimento de libertação nacional Alesia Furs foi condenada a 25 anos de prisão por exibir o brasão de armas bielorrusso "Pagonya" [41].
- 1960. Após a Segunda Guerra Mundial, sob o pretexto de planos gerais de restauração e reconstrução de cidades, continua a destruição de monumentos arquitetônicos. Os bielorrussos sofreram as maiores perdas em termos de património arquitectónico nas décadas de 1960 e 1970 [42].
- 1995. Depois que Alexander Lukashenko chegou ao poder, os símbolos estaduais da Bielo-Rússia - a bandeira branca-vermelha-branca e o histórico brasão "Pagonya" foram substituídos por símbolos soviéticos modificados, e o hino nacional também foi alterado. Além disso, a língua russa recebeu o status de segunda língua oficial (a língua russa é usada em todas as instituições educacionais e meios de comunicação de massa). Segundo a UNESCO, a língua bielorrussa corre o risco de desaparecer [43].

## Moldávia
O Império Russo e a União Soviética promoveram políticas voltadas para a redução tamanho e a autonomia cultural dos grupo(s) étnicos moldávios ou romenos da  Bessarábia. A deportação de moldávios e romenos foi acompanhada pela imigração de populações eslavas, particularmente de russos e ucranianos. A língua mais utilizada para as comunicações interétnicas, nesse tempo, era a russa, que levou à russificação, especialmente entre a elite.
A Língua moldava introduzida então pelas autoridades soviéticas na República Socialista Soviética da Moldávia, na verdade, era a Língua romena, mas escrita com a versão do alfabeto cirílico derivado do alfabeto cirílico russo. Os proponentes da ortografia cirílica argumentam que a Língua romena foi historicamente escrita com o alfabeto cirílico, embora em uma versão diferente dela.

## O Bloco Oriental
Em todos os países do Bloco Oriental as aulas de língua russa eram obrigatórias para a maioria dos estudantes.

## Sob o controle da União Soviética
Depois da Revolução Russa de 1917, as autoridades da URSS decidiram erradicar o uso do alfabeto árabe nas línguas turcomanas e persa sob controle soviético na Ásia Central, no Cáucaso e na região do Volga (incluindo o Tartaristão). Isto foi feito com a intenção de isolar as populações locais do contato com a língua e o sistema de escrita do Alcorão. O novo alfabeto para essas línguas era baseado no alfabeto latino e foi também inspirado no alfabeto turco. Porém, no final da década de 1930, a política mudou com o governo soviético restaurando algumas instituições do Império Russo. Em 1939-1940 os Soviets decidiram que um número dessas línguas (inclusive a tártara, a cazaque, a uzbeque, a turcomena, a tadjique, a quirguiz, a azeri e a basquir) usaria a partir daquele momento variações do alfabeto cirílico. Foi divulgado que a mudança era feita "por exigência do proletariado". Parece mais provável que a mudança foi parte da decisão que também levou à exigência, em 1938, de que todas as crianças em idade escolar tivessem a Língua russa como matéria escolar.

### Do início da década de 1920 até o meio da década de 1930: Indigenização
Os primeiros anos da política de nacionalidades soviética, do início da década de 1920 até o meio da década de 1930, foram norteadas pela política de korenizatsiya ("indigenização"), durante os quais o novo regime soviético buscou reverter os efeitos em longo prazo da Russificação nas populações não russas. Como o regime estava tentando estabelecer seu poder e legitimidade ao longo do antigo Império russo, ele continuou a construir unidades administrativas regionais, recrutando os não russos para os cargos de liderança, e promovendo as línguas não russas na administração do governo, nos tribunais, escolas e nos meios de comunicação de massa. O discurso então estabelecido era que as culturas locais seriam "socialistas no conteúdo, mas nacionais na forma". Quer dizer, estas culturas deveriam ser essencialmente transformadas de acordo com o projeto socialista do Partido Comunista para a sociedade soviética como um todo, mas terem participação ativa e liderança pelas nacionalidades indígenas e operadas basicamente nas línguas locais.

### Final da década de 1930 e tempo de guerra
A anterior política de nacionalidades compartilhou com a política posterior o objeto de assegurar o controle pelo Partido Comunista sobre todos os aspectos da vida política, econômica e social soviética. A política anteriormente promovida pela União Soviética, que um estudante descreveu como "particularismo étnico" e outro como "multinacionalidade institucionalizada", tinha um duplo objetivo. Por um lado, ela tinha sido um esforço de conter o chauvinismo russo ao assegurar um lugar para os de língua e cultura não russa na recém formada União Soviética. Por outro lado, ela era um meio de prevenir a formação de movimentos políticos baseados na etnicidade, incluindo o pan-Islamismo e o pan-Turquismo. Um modo de realizar isto foi promover o que alguns consideram como distinções artificiais entre grupos étnicos e línguas em lugar de promover a amalgamação desses grupos e um conjunto comum de línguas baseadas no turco ou em outra língua regional.
A política de nacionalidades soviética nos seus primeiros anos buscou opor-se a estas duas tendências assegurando uma quantidade módica de autonomia cultural para as nacionalidades não russas dentro de um sistema federativo ou estrutura de governo, embora o Partido Comunista governante se mantivesse monolítico, não federativo. O sistema federativo conferia uma posição de destaque às nacionalidades titulares de união das repúblicas e uma posição inferior às nacionalidades titulares de repúblicas autônomas, províncias autônomas e okrugs autônomos. No total, algumas 50 nacionalidades tinham uma república, província, ou okrug da qual elas mantinham controle nominal no sistema federativo. Federalismo e a provisão de educação na língua nativa acabaram por deixar um legado para um grande público não russo que foi educado nas línguas de seu grupo étnico e isso identificou uma pátria particular no território da União Soviética.
No final da década de 1930, porém, houve uma grande mudança na política. "Limpezas étnicas" em algumas regiões nacionais, tais como na Ucrânia, já tinham ocorrido no início da década de 1930. Antes da reviravolta na Ucrânia em 1933, a limpeza realizada por Veli Ibrahimov e seus líderes na República Socialista Soviética Autônoma da Crimeia em 1929 pelo "desvio nacional" levou à Russianização do governo, educação, e dos meios de comunicação e a criação de um alfabeto especial para os Tártaros da Crimeia para substituir o alfabeto latino. Dos dois perigos que Stalin tinha identificado em 1923, agora o nacionalismo burguês (nacionalismo local) foi dito que era uma ameaça maior que o Grande Chauvinismo Russo (grande chauvinismo de poder). Em 1937, Faizullah Khojaiev e Akmal Ikramov foram afastados da liderança da República Socialista Soviética Uzbeque e em 1938, durante o terceiro grande julgamento em Moscou, condenados e posteriormente executados por alegadas atividades nacionalistas anti-soviéticas.
A Língua russa ganhou grande ênfase. Em 1938, o russo tornou-se uma matéria obrigatória de estudo em toda as escolas soviéticas, inclusive naquelas de línguas não russas foi o principal meio de instrução para as outras matérias (por exemplo, matemática, ciências, e estudos sociais). Em 1939, as línguas não russas que tinham como escrita o alfabeto latino no final da década de 1920 tiveram que mudar sua escrita para o alfabeto cirílico. Uma razão provável para estas decisões foi a de uma guerra iminente onde a Língua russa era utilizada para as ordens de comando do Exército Vermelho.
Antes e depois da Segunda Guerra Mundial, Stalin deportou para a Ásia Central e Sibéria nacionalidades inteiras suspeitas de terem colaborado com os invasores alemães: Alemães do Volga, Tártaros da Crimeia, Chechenos, Inguches, Balcares, Calmiques, e outros. Logo após a guerra, ele deportou muitos Ucranianos e Bálticos também para a Sibéria.
Depois da guerra o papel principal dos russos na família soviética de nações e nacionalidades foi promovido por Stalin e seus sucessores.  Esta mudança foi mais claramente destacada por Stalin nas comemorações do Dia da Vitória em maio de 1945:
Eu gostaria de elevar um brinde à saúde do nosso povo soviético e, antes de tudo, aos russos.
Eu bebo, antes de tudo, à saúde dos russos, porque nesta guerra eles ganharam o reconhecimento geral como a força principal da União Soviética entre todas as nacionalidades de nosso país.
Nomear a nação russa de primus inter pares foi uma total reviravolta nas declarações de  Stalin de vinte anos antes (anunciando a política de korenizatsiya) que "a primeira tarefa imediata de nosso Partido é vigorosamente combater os sobreviventes do chauvinismo russo". Embora a literatura oficial sobre nacionalidades e línguas, nos anos seguintes, continuasse a falar da existência de 130 línguas com os mesmos direitos na URSS, na prática, uma hierarquia foi endossada na qual algumas nacionalidades e línguas receberam papéis especiais ou foram vistas como tendo uma maior importância futura.

### Do final da década de 1950 até a década de 1980: O avanço da Russianização

#### 1958-59 a reforma educacional: os pais escolhem a língua de instrução

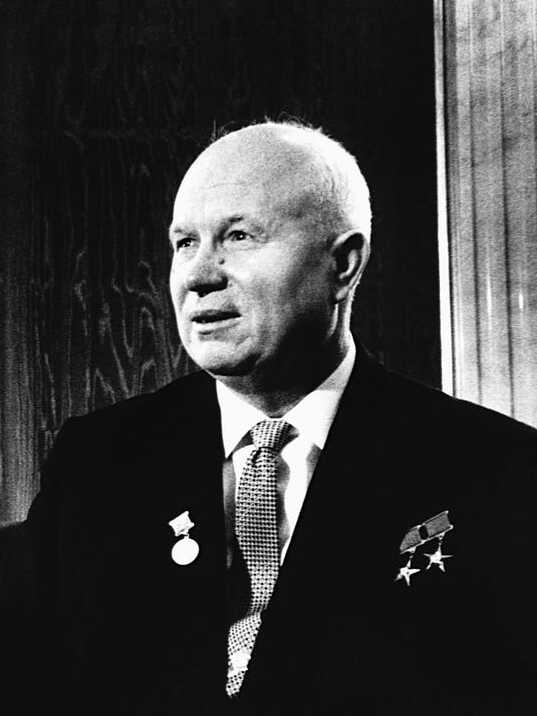
Nikita Khruschov em Viena, maio de 1961.

Uma análise dos livros-textos publicados encontrou que a educação foi oferecida pelo menos por um ano e para pelo menos a primeira classe (grau) em 67 idiomas entre 1934 e 1940.  As reformas educacionais promovidas depois que Nikita Khruschov tornou-se o Primeiro Secretário do Partido Comunista, no final da década de 1950, iniciou um processo de substituição das escolas não russas pelas russas naquelas nacionalidades que tinham pouco destaque no sistema federativo ou cujas populações eram menores ou já exibiam um difundido bilinguismo. Nominalmente, este processo foi norteado pelo princípio da "escolha voluntária dos pais". Mas outros fatores também atuaram, incluindo o tamanho e a importância política do grupo na hierarquia do sistema federativo soviético e o nível existente de bilinguismo entre os pais. No início da década de 1970 as escolas que utilizavam as línguas não russas como o principal meio de instrução operavam em 45 línguas, enquanto que mais de sete línguas nativas eram ensinadas como matéria de estudo durante um ano escolar. Em 1980, a instrução foi oferecida em 35 línguas não russas dos povos da URSS, um pouco mais da metade do que era oferecido no início da década de 1930.
Além disso, a maioria dessas línguas não estava disponível para todo o ciclo escolar de dez anos. Por exemplo, dentro da República Socialista Federativa Soviética da Rússia, em 1958-59, o ano completo escolar de dez anos na língua nativa era oferecida em apenas três línguas: russa, tártara e basquir. E algumas nacionalidades tinham mínima ou nenhuma escolarização em suas línguas nativas. Em 1962-1963, dentre as nacionalidades não russas que eram nativas na RSFSR, considerando que 27% das crianças nas classes I-IV (escola primária) estudaram em escolas de língua russa, 53% delas nas classes V-VIII (escola secundária incompleta) estudaram em escolas de língua russa e 66% delas nas classes IX-X estudaram em escolas de língua russa. Embora muitas línguas não russas foram ainda oferecidas como uma matéria de estudo para classes de nível escolar mais alto (em alguns casos pelas escolas secundárias gerais – a décima classe), o modelo de utilizar a língua russa como o principal meio de instrução acelerado depois do programa de escolha dos pais de Khruschov continuou o seu caminho.
A pressão para converter o principal meio de instrução para o russo era evidentemente mais alta nas áreas urbanas. Por exemplo, em 1961-62, somente 6% das crianças tártaras vivendo em áreas urbanas frequentavam escolas nas quais o tártaro era o principal meio de instrução. Do mesmo modo no Daguestão em 1965, as escolas nas quais a língua nativa era o meio de instrução existiam apenas nas zonas rurais. O padrão foi provavelmente semelhante, ou menos extremo, na maioria da união das repúblicas não russas, embora na Bielorrússia e Ucrânia a escolaridade nas áreas urbanas fosse altamente russianizada.

#### A doutrina alcança a prática:sblijenie-sliyanie(aproximação e fusão das nações)
A promoção do federalismo e das línguas não russas tinha sido sempre uma decisão estratégica objetivando a expansão e a manutenção do governo pelo Partido Comunista. No plano teórico, contudo, a doutrina oficial do Partido Comunista era a de que no futuro as diferenças de nacionalidade e as nacionalidades como tal desapareceriam. Na doutrina oficial do partido como ela foi reformulada no Terceiro Programa do Partido Comunista da União Soviética apresentado por Nikita Khruschov no XXII Congresso do Partido em 1961, embora o programa declarasse que as distinções étnicas desapareceriam no futuro uma única língua franca seria adotada por todas as nacionalidades na União Soviética, "a obliteração das distinções nacionais, e especialmente as distinções de línguas, é consideravelmente um processo mais demorado que a obliteração das distinções de classes". Na atualidade, porém, as nações soviéticas e nacionalidades foram sofrendo um processo de duplo florescimento futuro de suas culturas e de aproximação ou reunião (сближение – sblijenie) em uma forte união. No seu Relatório sobre o Programa para o Congresso, Khruschov usou até linguagem mais forte: que o processo de aproximação futura (sblijenie) e uma maior unidade das nações conduziriam a uma fusão (слияние – sliyanie) de nacionalidades.

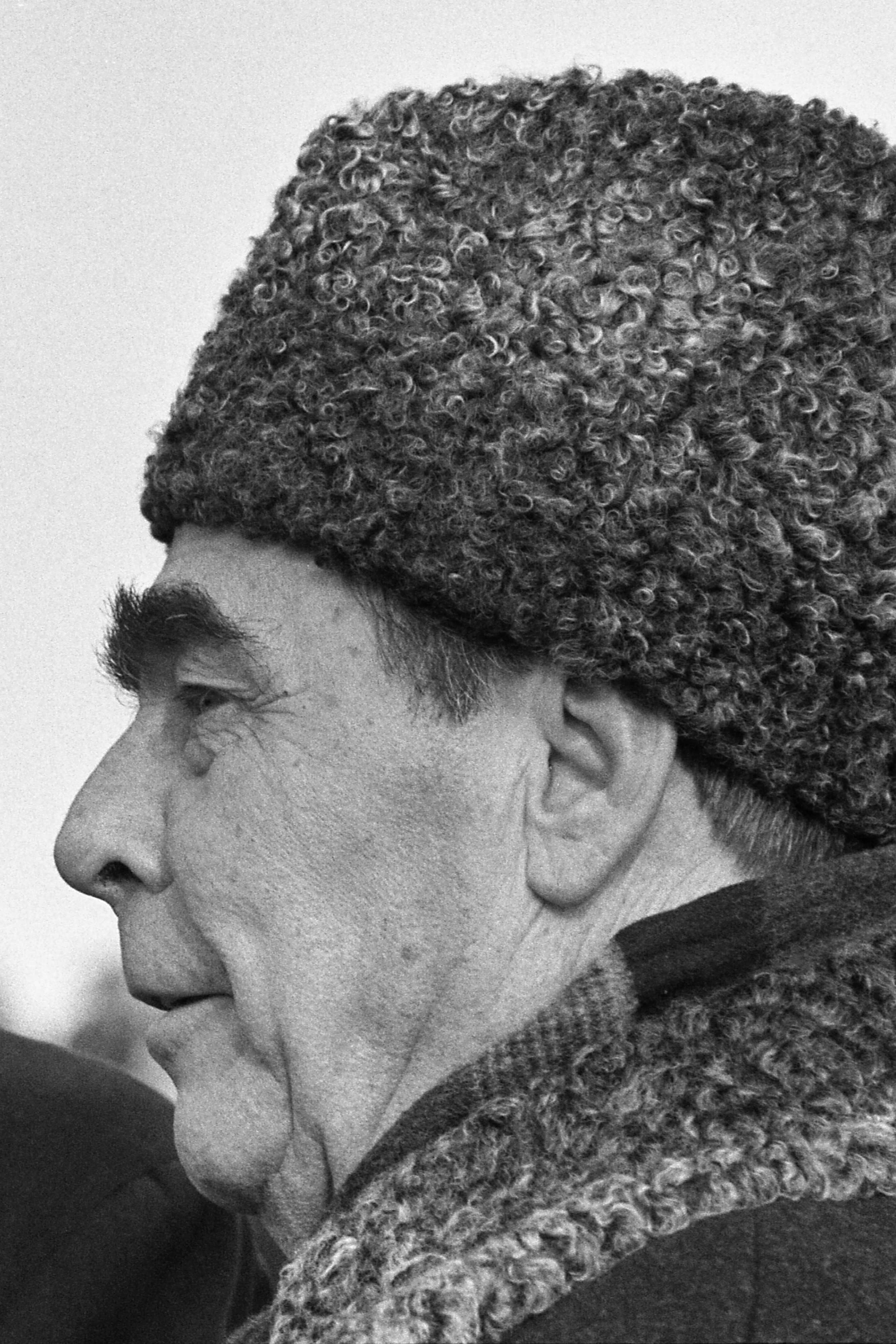
Leonid Brejnev em 1974.

A fórmula de Khruschov de aproximação-fusão (sblijenie-sliyanie) era ligeiramente moderada, porém, quando Leonid Brejnev substituiu Khruschov como Secretário Geral do Partido Comunista em 1964 (um cargo que ele manteve até a sua morte em 1982). Brejnev afirmou que a sblijenie conduziria finalmente à completa "unidade" (единство – yedinstvo) de nacionalidades. "Unidade" era um termo ambíguo porque ele tanto poderia implicar a manutenção de identidades nacionais separadas como o de um estágio mais alto de atração mútua ou semelhança entre nacionalidades, ou o total desaparecimento das diferenças étnicas. No contexto político da época, a ideia de sblijeniye-yedinstvo foi considerada como uma diminuição da pressão para a  Russificação que Khruschov tinha promovido com seu endosso de sliyanie.  O XXIV Congresso do Partido, em 1971, porém, lançou a ideia de que um novo "povo soviético" (Советский народ) estava se formando no território da URSS, uma comunidade para a qual a língua comum – a língua do "povo soviético" – era a língua russa, consistente com o papel que o russo já exercia nas nações fraternas e nacionalidades do território.  Esta nova comunidade foi intitulada de um povo (народ – narod), não de uma nação (нация – natsiya), mas narod implica comunidade étnica, não exatamente uma comunidade civil ou política.
Assim, até o fim da era soviética, uma racionalização doutrinária tinha sido provida para alguns dos passos da prática política que foram executadas nas áreas da educação e comunicações. Primeiro de tudo, a transferência de muitas "escolas nacionais" (национальные школы) para o russo como um meio de instrução acelerado sob o governo de Khruschov no final da década de 1950 e continuada até a década de 1980.  Depois, a nova doutrina foi usada para justificar a posição especial da língua russa como a "língua de comunicação da internacionalidade" (язык межнационального общения) na URSS. O emprego do termo "internacionalidade" (межнациональное) ao invés do mais convencional "internacional" (международное) focado no papel especial interno da língua russa mais do que no seu papel de uma língua de discurso internacional. Como o russo era a língua mais amplamente falada, e os russos eram a maioria da população do país, foi também usado como justificativa para a posição especial da língua russa no governo, educação e nas comunicações de massa.
No XXVII CPSU Congresso do Partido, em 1986, presidido por Mikhail Gorbachev, o IV Programa do Partido reiterou as fórmulas dos programas anteriores:
A característica das relações nacionais no nosso país está no contínuo florescimento das nações e nacionalidades e no fato de que elas estão contínua e voluntariamente se aproximando com base na igualdade e na cooperação fraternal. Não é admitido aqui nem estímulos artificiais, nem obstáculos às tendências objetivas de desenvolvimento. À longo prazo, esse desenvolvimento levará à completa unidade das nações. . . .
O direito igual de todos os cidadãos da URSS para usar suas línguas nativas e o livre desenvolvimento dessas línguas será também assegurado no futuro. Ao mesmo tempo aprender a língua russa, que tem sido voluntariamente aceita pelo povo soviético como um meio de comunicação entre as diferentes nacionalidades, juntamente com a língua de sua nacionalidade, amplia o acesso das pessoas a empreendimentos científicos e tecnológicos e da cultura soviética e mundial.

### Russificação linguística e étnica

#### Alguns fatores que favorecem a Russificação
O progresso na expansão do idioma russo como uma segunda língua e o gradual deslocamento de outras línguas foi monitorado nos censos soviéticos. Os censos soviéticos de 1926, 1937, 1939, e 1959, incluíram perguntas sobre "língua nativa" (родной язык) assim como sobre "nacionalidade".  Os censos de 1970, 1979, e 1989 adicionaram a essas perguntas uma sobre "outras línguas das pessoas da URSS" que um indivíduo poderia "responder livremente" (свободно владеть).  O objetivo explícito das novas perguntas sobre a "segunda língua" era a de monitorar a expansão do russo como a língua de comunicação da internacionalidade.
Cada uma das pátrias oficiais dentro da União Soviética foi considerada como a área eterna e única da titular nacionalidade e sua língua, enquanto que a língua russa foi considerada como a língua para comunicação interetnias para toda a União Soviética. Como tal, para a maioria da era soviética, especialmente depois da política de korenizatsiya (indigenização) encerrada na década de 1930, as escolas soviéticas nas quais as línguas não russas seriam ensinadas geralmente não estavam disponíveis fora das respectivas bases étnicas das unidades administrativas dessas etnias; o mesmo poderia se afirmar com relação às instituições culturais. Algumas exceções pareciam envolver casos de rivalidades históricas ou padrões de assimilação entre grupos vizinhos não russos, tais como entre Tártaros e Basquires na Rússia ou entre as principais nacionalidades da Ásia Central. Por exemplo, na década de 1970 a instrução foi oferecida em pelo menos seis línguas no Uzbequistão: russo, uzbeque, tadjique, cazaque, turcomena, e caracalpaca.
Apesar de formalmente todas as línguas serem iguais, na maioria das repúblicas da União Soviética o bilinguismo russo/local foi "assimétrico", como na Índia: a nação titular aprendeu russo, enquanto que imigrantes russos geralmente não aprendiam a língua local.
Além disso, muitos não russos que viviam fora de suas unidades administrativas tenderam a tornarem-se linguisticamente russificados; isto é, eles não só aprenderam o russo como uma segunda língua, como também a adotaram como sua própria língua ou língua materna – embora alguns ainda mantivessem o sentimento de identidade étnica ou de origem mesmo depois de trocarem a sua língua nativa pelo russo. Isto ocorreu com as comunidades tradicionais (por exemplo, os lituanos no noroeste da Bielorrússia (região oriental de Vilnius) ou na oblast de Kaliningrado ((Lituânia Menor)) e as comunidades que surgiram durante o período soviético (por exemplo, de trabalhadores ucranianos ou bielorrussos no Cazaquistão ou Letônia, cujas crianças frequentavam basicamente as escolas de língua russa e depois as gerações seguintes passaram a falar o russo como sua língua nativa; por exemplo, para 57% dos ucranianos da Estônia, 70% dos bielorrussos da Estônia e 37% dos letões da Estônia classificados de terem o russo como sua língua nativa no último censo soviético de 1989). A língua russa substituiu também o iídiche e outras línguas como a língua principal de muitas comunidades judaicas dentro da União Soviética.
Outra consequência da miscigenação das nacionalidades, da expansão do bilinguismo e a Russificação linguística foi o aumento dos casamentos inter-raciais e um processo de Russificação étnica—vindo a chamar-se russo por nacionalidade ou etnicidade, não apenas os falantes do russo como uma segunda língua ou usando-a como uma língua básica. Nas últimas décadas da União Soviética, a Russificação étnica (ou assimilação étnica) voltou-se muito rapidamente para umas poucas nacionalidades tais como os Carélios e os Mordvinianos. Porém, no caso de crianças nascidas em famílias mistas, onde um dos pais fosse russo, elas não eram automaticamente consideradas russas, isso dependeria do contexto. Por exemplo, a maioria das crianças de famílias onde um dos pais fosse russo e outro ucraniano vivendo no norte do Cazaquistão escolhia o russo como sua nacionalidade no seu passaporte interno aos 16 anos.  Porém, crianças da mistura de pais russos e estonianos vivendo em Tallinn (a capital da Estônia), ou da mistura de pais russos e letões vivendo em Riga (a capital da Letônia), ou da mistura de pais russos e lituanos vivendo em Vilnius (a capital da Lituânia) mais frequentemente escolhiam como sua nacionalidade aquela da nacionalidade titular de sua república – não a russa. Mais genericamente, padrões de assimilação linguística e étnica (Russificação) eram complexas e não podem ser responsáveis por qualquer único fator tal como política educacional.  Também relevantes eram as tradicionais culturas e religiões dos grupos, sua residência em áreas urbanas ou rurais, seu contato e exposição com a língua russa, com a etnia russa, e outros fatores.

#### Alguns fatores que impedem a Russificação
Um fator que pode ter retardado o processo de Russificação étnica foi a prática de muitos anos de se empregar rótulos de nacionalidades em documentos oficiais. Por exemplo, a "nacionalidade" dos cidadãos soviéticos era colocada em seus passaportes internos aos 16 anos de idade, e era essencialmente determinada pela nacionalidade dos pais. Apenas as crianças de casamentos mistos podiam optar: elas podiam escolher a nacionalidade de um dos seus pais. Além disso, a nacionalidade de um indivíduo era registrada nos seus dados escolares, no cartão do serviço militar (para os homens), e nos registros de trabalho. Apesar das perguntas do censo sobre nacionalidades fossem supostamente para ser apenas subjetivas e não determinadas pela nacionalidade oficial em um passaporte individual, a colocação da nacionalidade oficial em tantos registros oficiais pode também ter reforçado as identidades não russas.  Dentre alguns grupos, tais como o dos judeus, a colocação de uma nacionalidade oficial em seus documentos de identidade e registros foi visto como um fator que nutriu a discriminação contra eles.
Outro fator que também pode ter começado a reduzir a pressão sobre a Russificação étnica foi o início da diminuição ou reversão da imigração russa para algumas das repúblicas não russas no final da década de 1960.  Houve uma saída da população russa dos territórios da Armênia e Geórgia na década de 1960 (embora devido ao aumento natural, o número de russos ainda aumentou durante essa década). Não houve também nenhuma onda de imigração ou migração de russos na Ásia Central na década de 1970, e na década de 1980 houve uma onda migratória. Para as Repúblicas bálticas e no oeste soviético (Ucrânia, Bielorrússia e Moldávia), houve apenas muito pouca imigração de russos na década de 1980. Além disso, por causa das diferentes taxas de fertilidade dos grupos étnicos, a porção russa da população da União Soviética como um todo declinou para 51% por ocasião do censo de 1989. Na década anterior os russos constituíram 33% da taxa de crescimento da população soviética. Supondo que essa tendência continuasse, os russos perderiam a sua posição de maioria da população soviética por volta do século XXI.

## Tempo presente

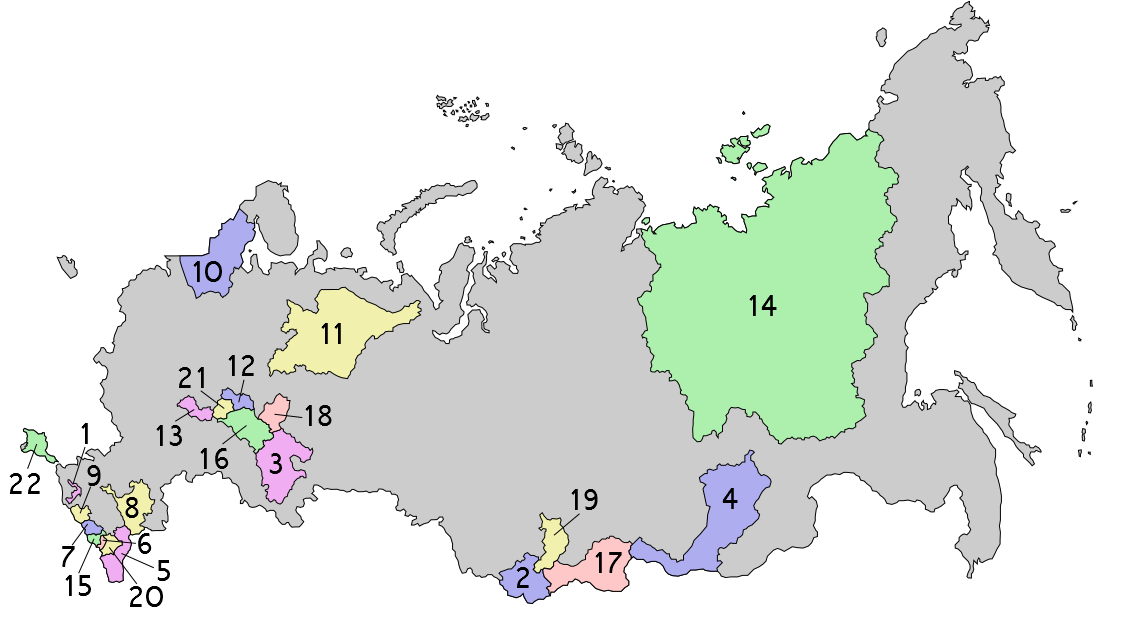
Repúblicas da Rússia:
1. Adiguésia
2. Altai
3. Bashkortostan
4. Buriácia
5. Daguestão
6. Inguchétia
7. Kabardino-Balkaria
8. Calmúquia
9. Karachay-Cherkessia
10. Carélia
11. Komi
12. Mari El
13. Mordóvia
14. Sakha
15. Ossétia do Norte-Alania
16. Tatarstão
17. Tuva
18. Udmurtia
19. Khakassia
20. Chechénia
21. Chuváchia

Muitas pessoas alegam que as políticas de Russificação continuam em outros territórios ex-soviéticos, principalmente na Bielorrússia sob o governo de Alexander Lukashenko. Algumas ONGs internacionais argumentam que aquelas políticas de Russificação estão ocorrendo nas repúblicas dentro da Federação Russa como em Mari El, mas a administração de Putin tem negado essas acusações e alegado que as ONGs estão tentando desestabilizar as Repúblicas do Volga, assim como elas fizeram, segundo a opinião dos russos, na Chechênia no passado.
As repúblicas da Carélia, Chechênia e Tartaristão na Rússia também tentaram mudar os seus alfabetos para o latino, mas o alfabeto latino foi oficialmente banido das línguas oficiais da Rússia. Esta posição foi oficialmente explicada:
- a troca de alfabetos requer recursos financeiros, que estão limitados,
- seria difícil fazer com que gerações mais velhas aceitassem a nova língua/alfabeto.

Os críticos consideram esses motivos como sobras da política de Russificação.
O russo é a língua da educação superior, do comércio e dos negócios em todas as regiões da Rússia. No Cazaquistão, Bielorrússia e Quirguistão o russo tem sido declarado a língua oficial (no Cazaquistão sua posição oficial é "Língua da comunicação interétnica"). Na Ucrânia este tema foi um dos assuntos da eleição presidencial de 2004: Viktor Yanukovich sustentou fazer da língua russa a língua do Estado enquanto que Viktor Yushchenko se opunha a isto. O governo atual está pouco disposto a fazer do russo a língua estatal. Porém, apesar de políticas oficiais de governo, a língua russa é amplamente usada na televisão  e a circulação de jornais de língua russa é alta em todo o país  (nas regiões orientais e sul da Ucrânia, o russo é a língua dominante). A situação é semelhante no Cazaquistão. Na Ucrânia e com menor intensidade no Cazaquistão, foram feitas tentativas de fazer a língua titular a língua principal para os meios de comunicação e a imprensa (isto é chamado de desrussificação naqueles países), mas isto tem tido sucesso limitado. Na Bielorrússia, tais tentativas pararam em 1994, com a ascensão de Alexander Lukashenko; a maioria dos negócios administrativos, educacionais e legislativos na Bielorrússia é realizado na língua russa.